# Casa Palacio de Otazu
El edificio conocido como palacio o casa de Otazu, se localiza en la zona este del pueblo de Zurbano, concejo perteneciente al municipio de Arrazua-Ubarrundia en la provincia de Álava, País Vasco (España) en el barrio de Otxategi. Es un edificio del siglo XVII que tanto por sus características formales como por sus dimensiones y parte pertenece a la tipología propia del palacio rural barroco. Presenta planta baja, primera y bajo cubierta. Compuesto por lo que es propiamente la estructura palacial y un pabellón con galería o solana adosada a la parte posterior del edificio; todo ello rodeado de plazoleta cercada con murete de mampostería adornada con bolas (frente a la fachada principal) jardín por el lado Sur y huerto y «rain» al Norte y Oeste.
Los materiales de construcción son: mampostería, sillería en zonas nobles y ladrillo cerrando la parte superior. La madera y el hierro también tienen su importancia como materiales complementarios, la primera especialmente en el rico alero barroco y el segundo en rejas, barandillas y clavazón.
Los elementos más interesantes desde el punto de vista artístico se localizan en la fachada principal y en la solana del pabellón.
Fachada principal: centrada por un eje portada escudo flanqueando por muros que se distribuyen simétricamente. En la planta baja se localiza la portada adintelada que porta sillares de enmarque resaltados y decorados con molduras y orejas en los cuatro ángulos. A ambos lados de la portada se adosan dos bancos de piedra y sobre ellos aparecen dos ventanitas cuadradas que iluminan el zaguán. Estas presentan cerco en resalte de sillería y orejetas. En esta misma planta pero todavía más esquinadas surgen otras dos ventanas cuadradas de mayores dimensiones, con las mismas características por lo demás salvo en el detalle de la reja tipo «jaula» con la que se encuentran protegidas. Una gran cornisa separa la planta baja de la primera, siendo común a las tres fachadas. En la primera, siendo común a las tres fachadas. En la primera planta o planta noble destaca el escudo barroco con las armas de los Otazu y Guevara. Cuatro balcones acompañan al escudo. En la bajo cubierta se han practicado seis ventanitas de arco de medio punto y los arcos se han realizado en ladrillo dispuesto en sardinel. Coronando la fachada llama la atención el impresionante alero de madera. Como motivo ornamental de extraordinario interés destacan las dos pilastras superpuestas (una para la planta baja y otra para la planta noble) que son angulares y flanquean la fachada. Son de tipo toscano y se corresponden con las columnas de la solana, que a continuación pasaré a describir, ya que parece ser el segundo elemento de gran importancia dentro de este inmueble.
El pabellón con solana se adosa a la casa principal por el lado Oeste, y se encuentra ligeramente desplazado hacia atrás con respecto a la fachada Sur, formando ángulo con el volumen de la casa. Destaca en este pabellón la solana que consiste en una arquería de cuatro arcos carpaneles apoyados en cinco columnas toscanas, apareciendo la rosca de cada uno de los arcos decorada con una fina moldura, y en las enjutas se observan resaltes triangulares con clípeos en el centro.